# Colera
Colera (también válido en español San Miguel de Culera) es un municipio español de la comarca del Alto Ampurdán, provincia de Gerona, Cataluña.
Censado por primera vez como municipio independiente en 1936, tras segregarse del municipio de Portbou.

## Geografía
Integrado en la comarca de Alto Ampurdán, se sitúa a 70 kilómetros de la capital provincial. El término municipal está atravesado por la carretera nacional N-260, entre los pK 7 y 14. 
| Noroeste: Francia     | Norte: Portbou | Nordeste: Mar Mediterráneo         |
| Oeste: Rabós y Llançá |                | Este: Mar Mediterráneo             |
| Suroeste: Llançá      | Sur: Llançá    | Sureste: Llançà y Mar Mediterráneo |

Su litoral es bastante accidentado y se extiende de norte a sur desde el límite con Portbou, cerca del Puig de Claper, hasta el cabo Ras. El municipio, muy montañoso, es testigo del contacto entre los Pirineos y el Mediterráneo: la sierra de Balmeta es el principal accidente geográfico, al oeste. Varios barrancos y rieras, como la de Garbet y la de Molinars, cruzan el municipio. La primera desemboca en el puerto natural de Colera y la segunda en la bahía y playa de Garbet. Las dos bahías están separadas por la punta de los Canons. El punto más alto del municipio supera los 740 metros, en la sierra de la Albera, en el límite con Francia.

### Playas
El término municipal de Colera tiene dos playas:
- Playa de Garbet. Tiene una longitud de 650 metros y una anchura media de 140 metros. Dispone de zona de fondeo. Está compuesta por piedra de ribera grande y pequeña. El oleaje suele ser moderado con viento de levante. Tiene aparcamiento en la misma playa, duchas, agua potable, papeleras y teléfono público. No están permitidos los animales.
- Playa d'en Goixa. Tiene una longitud de 350 metros y una anchura media de 30 metros. Está compuesta por piedra de ribera grande. El oleaje suele ser moderado con viento de levante. Tiene aparcamiento cercano, duchas, agua potable, papeleras, puerto deportivo, acceso a personas con discapacidad y teléfono público. No están permitidos los animales.

## Núcleos de población
Colera está formado por dos núcleos o entidades de población. 
Lista de población por entidades:
| Entidad de la población | Habitantes (2023) |
| ----------------------- | ----------------- |
| Colera                  | 477               |
| Molinàs                 | 2                 |

## Demografía
| Gráfica de evolución demográfica de Colera entre 1842 y 1877 |
| |
| Población de derecho según los censos de población del INE Población de hecho según los censos de población del INEEn estos censos se denominaba San Miguel de Culera: 1842, 1857 y 1860 Entre el censo de 1857 y el anterior, crece el término del municipio porque incorpora a Vecindario de San Silvestre Entre el censo de 1887 y el anterior, este municipio desaparece porque se agrupa en el municipio Portbou |

Colera cuenta con una población de 491 habitantes (INE 2024).
| Gráfica de evolución demográfica de Colera entre 1940 y 2021 |
| |
| Población de derecho según los censos de población del INE Población de hecho según los censos de población del INEEntre el censo de 1940 y el anterior, aparece este municipio porque se segrega del municipio Port Bou |

## Economía
Al ser un municipio de costa, su principal fuente de ingreso es el turismo.

## Administración
| Periodo   | Nombre                    | Partido             |
| --------- | ------------------------- | ------------------- |
| 1979-1983 | Jordi Arasa Viñas         | C.I.D.S.M.C.        |
| 1983-1987 | Carles Camps Benedito     | PSC                 |
| 1987-1991 | Miquel Carrés Juventells  | CiU                 |
| 1991-1995 | Miquel Carrés Juventells  | CiU                 |
| 1995-1999 | Miquel Carrés Juventells  | CiU                 |
| 1999-2003 | Miquel Carrés Juventells  | CiU                 |
| 2003-2007 | Josep Antoni Rosa Noguera | PSC                 |
| 2007-2011 | Lluís Bosch Rebarter      | CDC                 |
| 2011-2015 | Lluís Bosch Rebarter      | CDC                 |
| 2015-2019 | Lluís Bosch Rebarter      | CDC                 |
| 2019-2023 | Lluís Bosch Rebarter      | Junts per Catalunya |

## Fiestas y ferias
- El fin de semana de San Juan (24 de junio) se celebra la feria de la mel novella (miel nueva) con algo más de treinta puestos a lo largo de la calle dels Horts y la plaza Pi y Margall.
- La Festa Major tiene lugar a finales de septiembre con motivo de la celebración del patrón de la localidad, San Miguel (29 de septiembre).

A lo largo de la temporada estival se realizan diversas actuaciones musicales para amenizar las veladas.

## Lugares de interés
- Árbol centenario. Es un plátano centenario plantado en 1898 que se encuentra en la plaza Pi i Margall.
- Art parc. Situado en la playa d'en Goixa. Es un conjunto de esculturas de Joan Padern de 1991.
- Iglesia parroquial. Se encuentra en la parte alta de la población y en todo momento es visible desde todo el municipio
- Molinás. Se encuentra en la ribera del mismo nombre se puede acceder justo delante de la entrada a Colera por una carretera sin asfaltar. Es un pueblo abandonado de después de la guerra y del que se conservan más de 8 casas en un estado ruinoso. En la entrada se puede ver un molino antiguo de donde proviene el nombre de la población despoblada.
- Castillo de Molinás. Data de la Edad Media. Actualmente está en ruinas. Se llega a él siguiendo la pista con coche desde Molinás.
- Ermita de San Miquel de Colera. Se llega a ella partiendo de un carretera señalizada antes de llegar a ver la población de Colera. Es una ermita del siglo XI que consta de un campanario de sillería y una típica vuelta románica.
- Rutas a pie. En la zona se pueden hacer diferentes rutas a pie.